# Arcade tendineuse du fascia pelvien
L'arcade tendineuse du fascia pelvien (ou arc tendineux de l'aponévrose pelvienne) est un épaississement du fascia supérieur du diaphragme pelvien au niveau où il se réfléchit pour devenir viscéral et couverture des viscères pelviens.

## Structure
L'arcade tendineuse du fascia pelvien s'étend de la symphyse pubienne jusqu'à l'épine ischiatique.
Il se situe plus profondément et en dessous de l'arcade tendineuse du muscle élévateur de l'anus.

## Anatomie fonctionnelle
L'arcade tendineuse du fascia pelvien sert de support pour les organes pelviens, notamment la vessie, l'utérus chez la femme et le rectum et sert de point d'ancrage pour le fascia pelvien viscéral.

## Aspect clinique
Une faiblesse de cette arcade peut entrainer des prolapsus pelviens et des problèmes de continence urinaire.